# كلة منار (فريمان)
كلة منار (بالفارسية: کله منار) هي قرية تقع في قسم قلندرآباد الريفي في إيران. يقدر عدد سكانها بـ 0 نسمة بحسب إحصاء 2016.